# Euclystis antecedens
Euclystis antecedens là một loài bướm đêm trong họ Erebidae.